# CAGE FORCE (2009年6月)
CAGE FORCE（ケージ・フォース）は、日本の総合格闘技団体「CAGE FORCE」の大会の一つ。2009年6月27日、東京都江東区有明のディファ有明で開催された。
今大会より大会名からナンバーが外された。

## 大会概要
前回大会CAGE FORCE 10での相手選手の計量失格により試合が流れた弘中邦佳がメインイベントに参戦し、永田克彦にTKO勝ちを収めた。
自身のブログで注目を集めていた高瀬大樹が参戦し、森川修次に判定勝ちを収めた。

## 試合結果

### プレリミナリー・ファイト
第1試合 ウェルター級 3分3R
○  井上雄策 vs.  堀本祐介 ×
2R終了時 TKO（ドクターストップ）
第2試合 バンタム級 3分3R
○  小林聖人 vs.  川名伸夫 ×
3R終了 判定3-0

### 本戦カード
第1試合 フェザー級 3分3R
○  市川ランデルマン vs.  宮路智之 ×
1R 0:14 TKO（レフェリーストップ：右フック→パウンド）
第2試合 ライトヘビー級 3分3R
○  中村勇太 vs.  坂下裕介 ×
1R 0:16 TKO（レフェリーストップ：左ストレート→パウンド）
第3試合 ウェルター級 5分3R
○  久保輝彦 vs.  圭太郎 ×
1R 3:04 TKO（レフェリーストップ：右フック→パウンド）
第4試合 バンタム級 5分3R
○  寺田功 vs.  根津優太 ×
3R 0:13 チョークスリーパー
第5試合 ミドル級 5分3R
○  瓜田幸造 vs.  アバソフ・シャハリヤー ×
2R 1:11 TKO（レフェリーストップ：左眉カット）
第6試合 ミドル級 5分3R
○  高瀬大樹 vs.  森川修次 ×
3R終了 判定2-1
第7試合 ウェルター級 5分3R
○  中村K太郎 vs.  岩見谷智義 ×
3R終了 判定2-0
第8試合 ライト級 5分3R
○  弘中邦佳 vs.  永田克彦 ×
1R 3:41 TKO（レフェリーストップ：左フック→パウンド）